# Оксигидрид неодима
Оксигидрид неодима — неорганическое соединение
неодима, кислорода и водорода с формулой NdHO,
кристаллы.

## Получение
- Нагревание тригидрида и оксида неодима:

{\displaystyle {\mathsf {NdH_{3}+Nd_{2}O_{3}\ {\xrightarrow {T}}\ 3NdHO}}}

## Физические свойства
Оксигидрид неодима образует кристаллы
тетрагональной сингонии,
пространственная группа P 4/nmm,
параметры ячейки a = 0,78480 нм, c = 0,55601 нм
.